# Vinette Robinson
Pour les articles homonymes, voir Robinson.
Vinette Robinson, née en 1981 à Bradford, est une actrice britannique.

## Biographie
Elle est née à Bradford, en Angleterre, elle a étudié au Leeds West Academy. Elle a d'abord voulu suivre une formation d'avocat mais elle a changé ses plans de carrière à l'âge de 13 ans après avoir écouté un poème de Charles Causley dans un festival de poésie,.

## Carrière
Robinson s'est inscrite dans une agence et a fait ses débuts à la télévision dans The Cops à l'âge de 17 ans. À la suite de cela, elle a passé trois ans à l'Académie Webber Douglas d'art dramatique, où elle a obtenu une bourse Laurence-Olivier de la Society of London Theatre. En 2007, elle est apparue dans les séries Cold Feet et Doctor Who. En 2004, elle a un petit rôle dans le film Vera Drake de Mike Leigh.

## Filmographie

### Télévision
- 2007 : Doctor Who — épisode #3.7 : Brûle avec moi (série télévisée) : Abi Lerner
- 2008 : The Passion (série télévisée) : Mina
- 2009 : Hope Springs (série télévisée) : Josie Porritt
- 2009 : Waterloo Road (série télévisée) : Helen Hopewell, 8 épisodes: Series 5 Épisodes 1-8
- 2010-2014 : Sherlock — 4 épisodes - (série télévisée) : Sgt. Sally Donovan
- 2014 : Meurtres au paradis — épisode #3.3 : L'Art ou la Mort (série télévisée) : Lauren Campese
- 2014 : The Red Tent
- 2016 : Black Mirror (saison 3, épisode 6) : Liza Bahar
- 2018 : Doctor Who — épisode #11.3 : Rosa (série télévisée) : Rosa Parks
- 2022 : The Lazarus Project : Janet
- 2023 : The Chef, la série (Boiling Point) (série TV) : Carly

### Cinéma
- 2019 : Star Wars, épisode IX : L'Ascension de Skywalker de J. J. Abrams : Pilote Tyce
- 2021 : The Chef (Boiling Point) de Philip Barantini : Carly
- 2023 : The Pod Generation : Alice